# Terminal (chanson d'Ayumi Hamasaki)
 (octobre 2021).
Singles de Ayumi Hamasaki
Feel the love / Merry-go-round
(2013) Zutto... / Last Minute / Walk
(2014)
Terminal est le 52e simple original de Ayumi Hamasaki sorti sous le label Avex Trax, en excluant ré-éditions, remixes, collaborations, simples digitaux, et son tout premier simple sorti sous un autre label.

## Présentation
Le single sort le 1er octobre 2014 au Japon sous le label Avex Trax. Il atteint la 24e place du classement de l'Oricon. Il se vend à 2 889 exemplaires la première semaine, et reste classé pendant quatre semaines, pour un total de 4 018 exemplaires vendus durant cette période. Terminal se trouvait déjà sur l'album Colours.

## Liste des titres
| 1. | Terminal           |  |
| 2. | Terminal (Dub mix) |  |
| 3. | Terminal (Dub mix) |  |